# Янкитаун (Флорида)
Янкитаун (англ. Yankeetown) — муниципалитет, расположенный в округе Ливи (штат Флорида, США) с населением в 629 человек по статистическим данным переписи 2000 года.

## География
По данным Бюро переписи населения США муниципалитет Янкитаун имеет общую площадь в 52,58 квадратных километров, из которых 20,2 кв. километров занимает земля и 32,37 кв. километров — вода. Площадь водных ресурсов округа составляет 61,56 % от всей его площади.
Муниципалитет Янкитаун расположен на высоте 3 м над уровнем моря.

## Демография

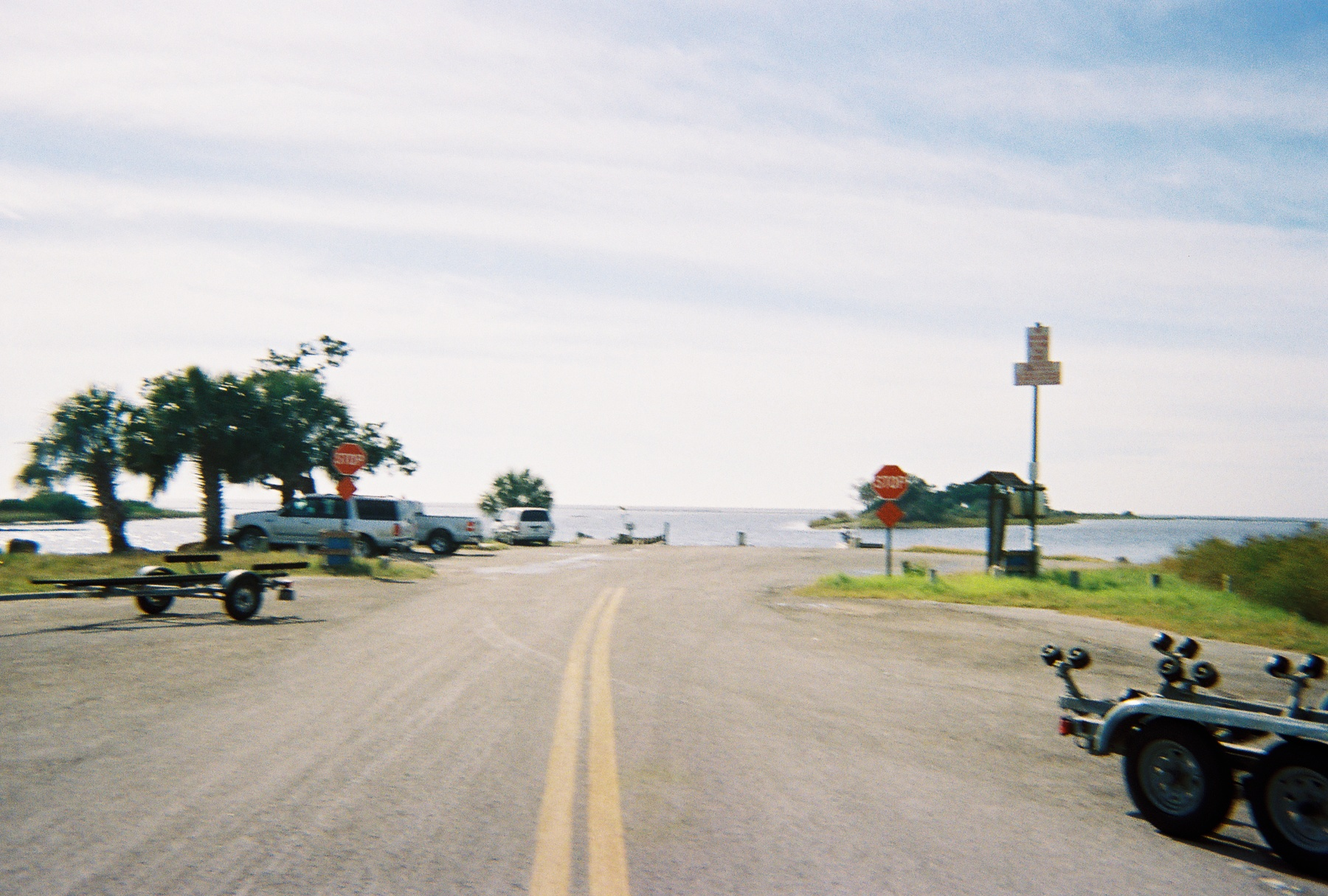
Побережье Мексиканского залива в черте муниципалитета Янкитаун

По данным переписи населения 2000 года в Янкитаунe проживало 629 человек, 194 семьи, насчитывалось 309 домашних хозяйств и 472 жилых дома. Средняя плотность населения составляла около 11,96 человек на один квадратный километр. Расовый состав населённого пункта распределился следующим образом: 96,82 % белых, 1,43 % — коренных американцев, 0,79 % — азиатов, 0,95 % — представителей смешанных рас, Испаноговорящие составили 0,64 % от всех жителей.
Из 309 домашних хозяйств в 12,3 % воспитывали детей в возрасте до 18 лет, 55,3 % представляли собой совместно проживающие супружеские пары, в 5,8 % семей женщины проживали без мужей, 36,9 % не имели семей. 31,4 % от общего числа семей на момент переписи жили самостоятельно, при этом 13,3 % составили одинокие пожилые люди в возрасте 65 лет и старше. Средний размер домашнего хозяйства составил 2,04 человек, а средний размер семьи — 2,48 человек.
Население муниципалитета по возрастному диапазону по данным переписи 2000 года распределилось следующим образом: 14,1 % — жители младше 18 лет, 3,5 % — между 18 и 24 годами, 15,6 % — от 25 до 44 лет, 36,6 % — от 45 до 64 лет и 30,2 % — в возрасте 65 лет и старше. Средний возраст жителей составил 55 лет. На каждые 100 женщин в Янкитаунe приходилось 105,6 мужчин, при этом на каждые сто женщин 18 лет и старше приходилось 105,3 мужчин также старше 18 лет.
Средний доход на одно домашнее хозяйство составил 33 304 доллара США, а средний доход на одну семью — 40 833 доллара. При этом мужчины имели средний доход в 28 750 долларов США в год против 31 500 долларов среднегодового дохода у женщин. Доход на душу населения составил 33 304 доллара в год. 6,8 % от всего числа семей в населённом пункте и 12,5 % от всей численности населения находилось на момент переписи населения за чертой бедности, при этом 18,5 % из них были моложе 18 лет и 11,3 % — в возрасте 65 лет и старше.